# Corfu
|  | Per a altres significats, vegeu «Corfú». |

Corfu és una població dels Estats Units a l'estat de Nova York. Segons el cens del 2000 tenia 795 habitants.

## Demografia
Segons el cens del 2000, Corfu tenia 795 habitants, 309 habitatges, i 211 famílies. La densitat de població era de 310,1 habitants/km².
Dels 309 habitatges en un 36,9% hi vivien nens de menys de 18 anys, en un 55,3% hi vivien parelles casades, en un 9,4% dones solteres, i en un 31,7% no eren unitats familiars. En el 24,3% dels habitatges hi vivien persones soles el 9,7% de les quals corresponia a persones de 65 anys o més que vivien soles. El nombre mitjà de persones vivint en cada habitatge era de 2,57 i el nombre mitjà de persones que vivien en cada família era de 3,11.
Per edats la població es repartia de la següent manera: un 28,3% tenia menys de 18 anys, un 7,8% entre 18 i 24, un 32,5% entre 25 i 44, un 19,7% de 45 a 60 i un 11,7% 65 anys o més.
L'edat mediana era de 35 anys. Per cada 100 dones de 18 o més anys hi havia 88,1 homes.
La renda mediana per habitatge era de 37.386 $ i la renda mediana per família de 46.667 $. Els homes tenien una renda mediana de 32.917 $ mentre que les dones 23.571 $. La renda per capita de la població era de 15.909 $. Entorn de l'1,4% de les famílies i el 4,2% de la població estaven per davall del llindar de pobresa.